# Château de Karasawayama
Le château de Karasawayama (唐沢山城, Karasawayama-jō) était un château japonais de type yamashiro (château de montagne) situé dans l’actuelle ville de Sano, dans la préfecture de Tochigi au Japon. Construit sur le mont Karasawa à 247 mètres d'altitude, il était considéré comme l’un des sept châteaux célèbres de la région de Kantō. Il n'en reste aujourd'hui que quelques vestiges.

## Historique
Les origines exactes du château de Karasawayama sont incertaines, mais la tradition attribue sa fondation à Fujiwara no Hidesato en 927, pendant l'époque de Heian. Ses descendants reconstruisirent le château en 1180 et changèrent leur nom de famille en Sano. Cependant, aucun document ne mentionne le château avant 1491, date à laquelle il est mentionné que Sano Moritsuna a reconstruit le château.
Durant l'époque Sengoku, le château joua un rôle clé dans les luttes entre les clans Uesugi et Hōjō. Uesugi Kenshin tenta de s’en emparer à trois reprises sans succès, avant que Sano Masatsune ne capitule en 1563 lors d’une quatrième attaque. Cependant, Masatsune se rebella à plusieurs reprises après le retrait des forces de Kenshin, illustrant l’instabilité de la région.
Après la défaite des Hōjō lors du siège d’Odawara en 1590, le clan Sano soutint Tokugawa Ieyasu lors de la bataille de Sekigahara en 1600. En 1602, ils reçurent le domaine de Sano et déplacèrent leur siège au château de Sano, abandonnant Karasawayama en raison de la politique shogunale limitant chaque domaine à un seul château. Le clan Sano perdit ses possessions en 1614 pour des raisons obscures, marquant la fin de l’utilisation du site.
Le site du château est aujourd’hui un parc public où quelques restes de murs de pierre et des terrassements sont encore visibles. Un sanctuaire shinto dédié à Fujiwara no Hidesato a été construit en 1883 dans l'enceinte principale du château. Les ruines du château de Karasawayama sont classées site historique national en 2014.

## Accès
Le château est accessible depuis la ville de Sano par un sentier pédestre menant au sommet de la crête. La gare la plus proche est celle de Sano.